# ミニディスク
ミニディスク（英語: MiniDisc）は、ソニー（初代法人、現：ソニーグループ）が1991年（平成3年）に発表し、翌年の1992年（平成4年）に製品化したデジタルオーディオの光ディスク記録方式、および、その媒体である。2025年2月28日に生産終了した。略称はMD（エムディー）。MDレコーダーやMDプレーヤーなどで録音・再生ができる。
アナログコンパクトカセットを代替するという目標が開発の背景にあった。
2000年代後半以降、録音媒体としては主にUSBメモリやSDメモリーカード等のフラッシュメモリに取って代わられていった。
なお本記事では便宜上、音楽用MDのほか、データ用規格であるMD DATA、長時間録音規格であるMDLP、転送規格であるNet MD、容量などを拡張した規格であるHi-MDについても述べる。

## 歴史

### 開発経緯
1980年代にソニーの大賀典雄らによって立ち上げられたコンパクトディスク（以下、CD）はディスク特有の瞬時に頭出しができる高速ランダムアクセス機能などによって、LPレコードにとって代わり、音楽メディアとして普及していた。一方でミュージックテープを含むコンパクトカセットの売り上げが頭打ちになり、その国内生産量および生産額は1988年をピークに下降し続けていたことを受け、大賀はコンパクトカセットに代わるメディアを考え始めた。
時期を同じくしてソニーでは、磁気テープのように記録できるディスクの開発をめざし、1986年にWrite Once Read Manyである追記型の「WO」、1988年には書き換え可能な光磁気ディスク（MO）を商品化しており、「CDを使った録音機」も試作されていた。この試作機を目にした大賀は試作機を作成した鶴島克明に「CDによる録音ではなく、もっと小さなディスクを使って記録・再生ができる、コンパクトカセットに代わるものをつくるべきだ」と指示を出す。
CDの時と同様にハードウェアだけでなく、ソフトウェアやメディアも含めて、世界標準規格化を進める必要があったが、CDを共同開発したフィリップスは「コンパクトカセットに代わるものはカセットだ」と、カセットのデジタル化を考えており、話し合いを重ねたが、共同はできそうもなかった。そのためソニー独自で開発することとなり、CD開発に関わった開発者を集め、社内で培われたMOの光磁気記録技術を活かして、さらに小型化したディスクへの音声記録を目指すこととなった。
仕様に関して、ディスクの直径は6.4 cmに決まったが、CDと同様に74分の音声を収録するために、当時最新デジタル信号処理技術であったATRACによる音声圧縮技術を開発し、同時に再生時の振動による音の途切れを抑えるために、半導体メモリーを使った「ショックプルーフメモリー」という技術を開発した。
こうして1991年5月、「ミニディスク（MD）」システムを発表、その際CDは自宅で、MDはウォークマンのように持ち運ぶなど、使用目的を明確にした。そして大賀はMDを業界標準にするために日米欧で説明会やデモンストレーションなどを行い、有力なハード、ソフトメーカーと次々とライセンス契約を結んでいった。ハードウェア開発陣にMDの商品化が伝えられたのは同年末のことで、開発者はウォークマンやポータブルCDプレーヤーの「D-50」を担当した者たちであった。発売目標は共同できなかったフィリップスが立ち上げたデジタルコンパクトカセット（DCC）と同じ1992年11月と決められたが、この時点で発売まで1年もなく、開発者たちは連日の徹夜続きとなった。
その後、機器の発売に合わせてMD音楽ソフト、録音用のメディアも準備されていき、1992年8月にはMDソフトの量産が始まり、同年9月に商品発表された。

### 発売
1992年11月に録音・再生機の「MZ-1」、再生専用機の「MZ-2P」、録音用メディアの「MDW-60」、MD音楽ソフト88タイトルが発売された。
発売後、MDはCDと同様の使い方ができるように初めから考えられていたので、音声・画像・文字用の「MD DATA」（1993年）、画像用の「MDピクチャー」（1994年）が規格化された。その後も1996年には動画用の「MD DATA2」、2004年には音声・ストレージ用のHi-MDが策定された。
1995年には業界全体でMDのハードウェアの国内販売台数は100万台に達した。

### 衰退
MDは一般ユーザー向けCD-R、およびCD-RWが登場する前の録音メディアとして、CDと同等の操作が可能であり、コンパクトカセットの欠点である頭出しをすばやく行えることで人気を呼び、2000年代に入っても愛用者が多かったが、デジタルオーディオプレーヤーや携帯型リニアPCMレコーダーを含むICレコーダーが普及していくと人気は次第に衰退していく。特に2001年に発売して以来ヒットしていたAppleのiPodにおいて、ディスクレスかつハードディスクドライブに最大10,000曲もの音楽を保管できるメリットを伝えるため、2004年に「Goodbye MD」とウェブページ上で喧伝 するなど、MDを上回る容量や利便性・携帯性を有したプレーヤーが登場したことで、次第にMD離れが進み、2000年代後半ごろからMDの録音再生機器の製造・販売が縮小していった。ソニー自体もデジタルオーディオプレーヤーや携帯型リニアPCMレコーダー（同社が発売するPCM-D/PCM-M/PCM-Aシリーズ）に転換した。

#### 録音用MD
2000年代半ばごろからMD機器の出荷数減少に伴い、ディスクの流通も減少していった。ただし、現在流通している音声記録メディアではCDレコーダーやDATとともに、パソコンを一切使用せずにCDなどからの音源を直接デジタル録音できる数少ないメディアであるため、パソコンやスマホを持たない、あるいは持っていても十分に使用することが困難なユーザーなど、一部では根強い需要がある。そのためミニディスクそのものは、スーパーマーケットなどでも大抵は5巻パックなどが揃っている場合が多く、ビクターアドバンストメディア（Victorブランド）製『MD-80RX5/MD-80RX10』と2001年1月に発売したパナソニックの『AY-MD74D』が、その他の単品ディスクは大創産業やイメーション（TDK Life on Recordブランドのみ。現：韓国オージン・コーポレーション）からも発売されていたが、それぞれ生産・販売終了となった。その後2015年11月にソニーから80分ディスクの『MDW80T』が発売された。
2025年（令和7年）1月、ソニーは同年2月中をもって、録音用MDの生産終了を発表、これにより録音フォーマットとしてのMDは名実共に約32年半の歴史に幕を下ろすこととなり、今後の代替は先述の通り、携帯型リニアPCMレコーダーが受け持つこととなった。
2025年（令和7年）2月、生産・出荷終了。

#### 再生専用MD
再生専用MDは2001年をもって新譜の発売が終了した。以下の要因で普及しなかった。
機能面
- 音声圧縮によりCDと比べて音質や情報量が劣る。特に登場当初はエラー修正に容量を割いていたため記録量が半分しかなく、DATはともかく、競合規格のDCC以上にオーディオマニア層に嫌われた。
- 再生専用の光学トランスポート（≒ドライブユニット）と録再兼用の光学磁気トランスポートを搭載したダブルMDレコーダー（デッキ）がごく一部のメーカー（例：ソニー MDS-W1）から市販されたものの、ダブルカセットデッキほどは普及しなかったため、複製がCDや音楽テープよりも面倒だった。また複製できても特に機器同士をデジタル接続ではなく、アナログ接続した場合、音質がCDやDATから直接デジタルダビングしたものよりもアナログ→デジタル変換時に内部処理される音声圧縮システムの影響によりもさらに劣っていた（特に最低20ビット以上の演算処理精度を持った圧縮処理専用デジタル・シグナル・プロセッサー(DSP)を搭載していない初期のMDレコーダー・プレーヤーがより顕著に表れている）。

流通面
- ソニー・ミュージックエンタテインメント（SMEJ）（サービス業としては現在のソニー・ミュージックレーベルズ）の作品がMDソフトのカタログの大半を占めており、他レーベルはMDソフトを多くても数十タイトルしか発売しなかった。
- 音楽雑誌の新譜紹介にMDソフトの発売があっても掲載されていない事があったため、ユーザーに発売が知られていなかった。
- 大手CDショップではMDソフト専用棚を設け展開されていたが、CDやカセットテープと比べて小規模だった。またMDソフトを取り扱わなかった店舗も多かった。
- 初期はポータブル機から普及が進んだため、据え置き型のMDレコーダーやMDデッキ搭載コンポーネントシステムが相対的に普及していなかった。そのため再生専用MDを購入しても、外出時と在宅時で使いまわしできなかった。
- 多くのユーザーから「MDはCDをコピーして外に持ち出すことのできるメディア」として認識されたことで、CDでも発売されているタイトルをわざわざMDで購入するメリットを訴求できなかった。
- MDタイトルのレンタルが存在しなかった。

#### データ用MD
1995年に登場した『MMD-140』などのデータ用MDは容量面では1994年に3.5インチMOで230 MBのディスクが登場したことで優位性は既になく、サイズはMOよりもコンパクトであるが、読み書き速度がMOと比較して150 KBytes/secで遅く、1995年時点でMOドライブが100万台以上を出荷していたこともあり、また後継のMDデータドライブも発売されなかったため、結果としてPC用メディアとしてはほとんど普及しなかった。
PC以外のハードにおいてはMD DATAは一定の需要はあったが、いずれも10万円を超える高額品であったり、マルチトラック・レコーダーのような特定の人が利用するものにしかドライブが搭載されなかったため、ディスクの利用者は限定的だった。ただし、ディスクには根強い需要があるためか、『MMD-140』の後継として『MMD-140A』が1998年6月9日に販売開始され（現在は販売終了）、『MMD-140B』が2016年10月11日に販売開始された。2025年1月、ソニーは同年2月をもって、データ用MDの生産終了を発表した。
MD DATA2は光学メディアを搭載した世界初のビデオカメラである『MD DISCAM』で採用され、アメリカでも発売されたが、ほかに対応機種は発売されず販売が終了した。

#### Hi-MD
2004年発売のHi-MD『HMD1G』および2005年発売の『HMD1GA』は録音用MDとデータ用MDの両方の性質を兼ね備えたディスクだったが、デジタルオーディオプレーヤー市場の主流がフラッシュメモリベースとなった関係で需要が減少したため、2012年（平成24年）5月に出荷終了（製造終了）となった。

## 音楽用MD
音楽用MDの規格書は「Rainbow Book」と呼ばれている。他の規格書としてIEC 61909（Audio recording - Minidisc system）、IEC 62121（Methods of measurement for minidisc recorders/players）がある。
音楽用MDには再生専用MDと録音用MD、ハイブリッドMDの3種類が規定されている。2000年代以降に流通しているMDはほとんどが録音用MDである。

### 共通仕様

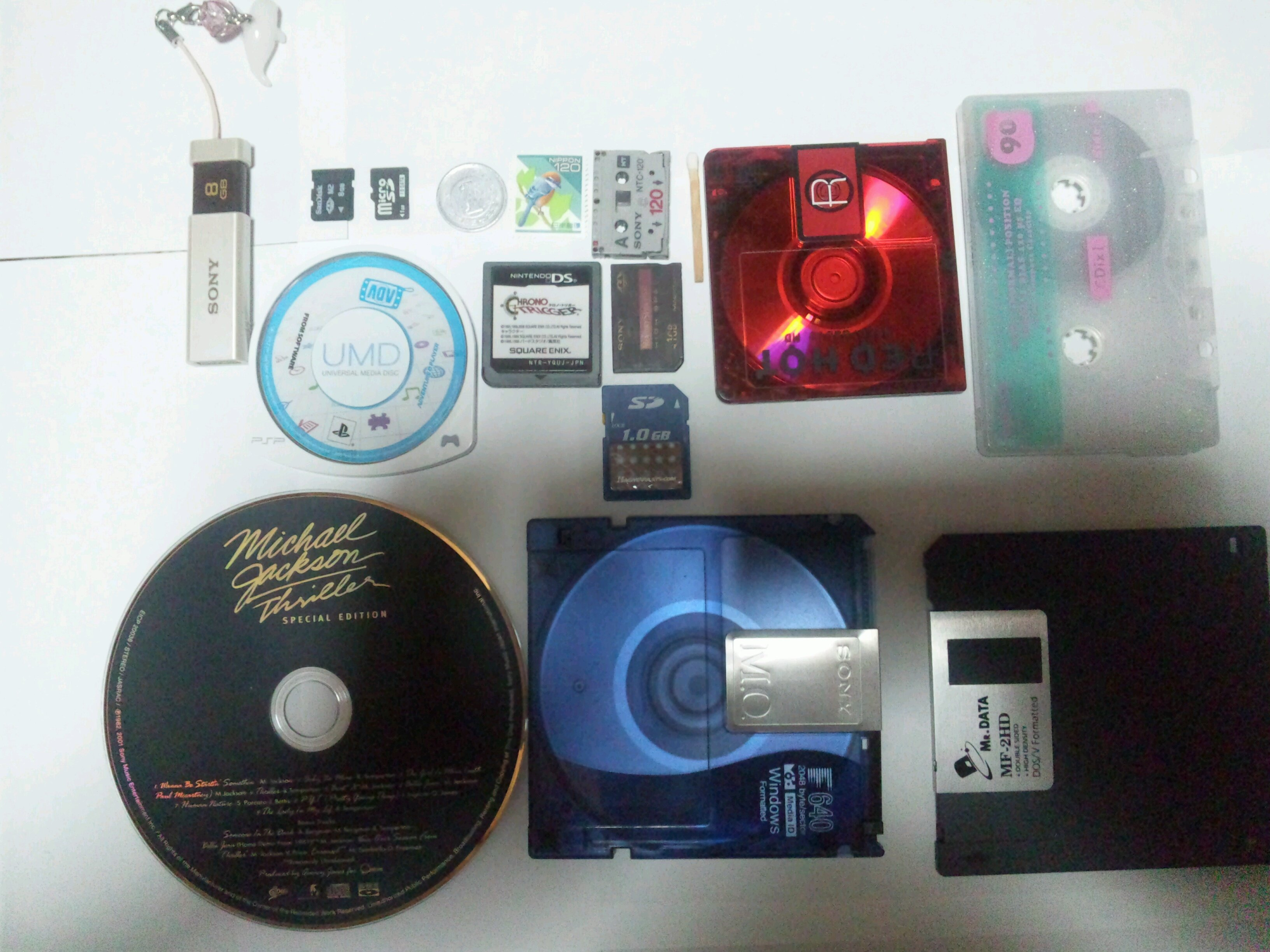
各種ディスクメディアとその他カセット型メディア等とのサイズ比較。上段右から2番目の赤いカートリッジがMD。

サイズ
直径64 mm・厚さ1.2 mmのディスクが縦68 mm、横72 mm、厚さ5 mmのカートリッジに封入された構造になっている。このためディスクに傷や埃が付きにくい。また成人の掌に収まるサイズであり、12 cmのコンパクトディスク（以下、CD）と比較して持ち運びしやすく取り扱いが容易である。
TOC
曲情報はTOC（Table Of Contents）領域に書き込まれる。音楽データ以外に曲名などの文字情報の記録や編集、録音日時の記録などが可能である。TOCは0から31までの32セクタが存在するが、実際に使用されているのは0から4までの5セクタのみである。なお1992年のMDレコーダー発売当初からセクタ1および4の表示に完全に対応してはいなかった。
- セクタ0 - ディスクのパラメータ情報、トラックのアドレス情報、記録可能領域の登録。このセクタにコピープロテクト（SCMSおよびHCMS）に関する情報を格納する。
- セクタ1 - ディスク名、トラック名が半角カタカナと英数字がJIS X 0201で記録される。
- セクタ2 - 日時情報が記録される。セクタ2の対応機器は主に生録が可能なもの、特にポータブルMDレコーダーに多い。
- セクタ3 - 再生専用MDでのみ使用され、CDと同じようにディスクのバーコードや国際標準レコーディングコード（International Standard Recording Code, ISRC）が記録される。
- セクタ4 - ディスク名、トラック名が漢字やひらがながシフトJISで記録される。

読み取り方法
CDと同様に780 nmの赤外線レーザーを、変調方式はEFMを使用する。誤り検出訂正はCDのCIRCと異なり、ACIRC（Advanced Cross Interleaved Reed-Solomon Code）を採用している。
音声圧縮
ソニーが開発したATRAC（Adaptive Transform Acoustic Coding）符号化方式で音声の非可逆圧縮が行われる。
ATRACは音声データを約1/5に圧縮するが、それは以下の計算による。
1. 1フレームは512サンプル÷44,100 kHzでステレオは約11.61 ms、モノラルも約11.61 ms
2. 1グループは2フレームでステレオは約11.61 ms、モノラルは約23.22 ms
3. 1セクタは5.5グループでステレオは約63.855 ms、モノラルは約127.71 ms
4. 1クラスタは36セクタで、そのうち音声データは32セクタ。よって32セクタでステレオは約2,043.36 ms、モノラルは約4,086.72 msとなる。

一方でCDの1セクタは1/75フレームである。つまり75フレームで1秒であるため、1セクタは約13.333 msとなり、32セクタで約426.656 msとなる。
結果2,043.36÷426.656より、圧縮倍率は約1/4.7892、つまり小数点以下を四捨五入した1/5となる。80分録音用MDの容量は177 MBであるが、この圧縮技術によって80分CDの1/5の容量で80分CDと同時間分の音声データを収録できる。

### 録音用MD
通常はユーザーが自身で録音を行うためのブランクディスクとして販売されている。シャッターはカートリッジ両面にある。ディスクタイプは当初ステレオモードで60分タイプのみだったが、1993年（平成5年）に74分タイプ、1999年（平成11年）に80分タイプが発売され3種となった。録音用MDの発売当初は高価格（1枚1400円から1700円程度）であったが、ハードウェアが普及するにつれて結果的にコストダウンが進み、低価格化へとつながった。最初期の80分ディスクは、74が80に変更されている以外にも、外観を同種の74分ディスクと変えてあるものも存在した。なおモノラルモードや各種拡張モードを使って録音した場合の分数はこれと一致しない。書き換え回数は雑な扱いをしない限り、1万回を超える書き換えは可能である。
年表
1992年11月1日 - ソニーより60分ディスク『MDW-60』発売。
1993年4月10日 - ソニーより74分ディスク『MDW-74』発売。同年10月には富士フイルム（AXIA）やTDK、日立マクセル（現・マクセル）のそれぞれが録音用MDを発売。日本コロムビア（DENONブランド。現・ディーアンドエムホールディングス）も同年に録音用MDを発売。
1997年 - 松下電器産業（現・パナソニック）や花王（KAO DIGITAL SOUNDブランド）がそれぞれ録音用MDを発売。
1999年2月10日 - 長時間録音に対するユーザーの要望を受け、ソニーより80分ディスク『MDW-80H』発売。
記録方式
録音用MDは磁界変調オーバーライト方式により記録される光磁気ディスクである。
UTOC
録音用MDにはUTOC（User's TOC）領域があり、これによってトラックの移動・分割・結合・消去といった編集を行うことができる。最大255トラックまで作成できるが、条件次第ではもっと少ないトラック数しか作れないケースもある。
録音モード
ステレオとモノラルの2種類がある。モノラル録音モードではディスク額面表記の2倍の長時間録音ができるため、会議やラジオ番組の録音などに利用される。どちらのモードで録音した場合もATRACで音声の非可逆圧縮が行われる。
なおATRACはスケールファクタが独立しているため、録音後に音量の調整などが可能である。この特徴は一部機器が「S.F.エディット」機能として利用している。
回転速度
74分MDはディスクの回転速度を1.2 m/sにすることで（60分は1.4 m/s）、80分MDはこれに加えてトラックピッチを1.5 μmにすることで（60分MDと74分MDは1.6 μm、規格上は1.5 - 1.7 [μm] ）、それぞれ実現している。
ビットレート
通常ステレオ録音時で292 kbps、モノラル録音時で146 kbpsであり、これにより記憶容量がCDと比べて小さいMDで、CDと同等の録音時間を実現している。
最初期のMD機器での録音ではエラー制御に容量を割いていたため、音声記録には現在の半分しか割り当てられていなかった。そのため後継モデルのMDや先述の通りMDとほぼ同期に登場した競合規格のDCCに比較して音質で劣り、特にピュアオーディオファンからはネガティブイメージを持たれていた。

#### 音楽配信
1999年にはマルチメディア端末機を利用した、録音用MDへの音楽ダウンロードサービスが開始された。
| 企業                       | 端末名                                      | サービス開始年 | サービス終了年 |
| -------------------------- | ------------------------------------------- | -------------- | -------------- |
| ブイシンク                 | ミュージックポッド（Music Press On Demand） | 1999年5月23日  | 2002年10月ごろ |
| メディアラグ               | ミュージックデリ                            | 1999年         | 2004年11月30日 |
| デジキューブ               | デジタルコンテンツターミナル（D.C.T.）      | 1999年11月     | 2002年3月末    |
| セブンドリーム・ドットコム | セブンナビ                                  | 2000年12月8日  | 2002年10月31日 |
| ファミリーマート           | Famiポート                                  | 2000年12月     |                |
| ガズーメディアサービス     | e-TOWER                                     | 2000年         |                |
| オムロン                   | DCS＋music                                  | 2001年7月      |                |
| NTTソルマーレ              | Foobio                                      | 2002年6月19日  | 2003年7月31日  |

2000年11月にはコンテンツホルダーであるソニー・ミュージックエンタテインメントはこれら端末に対して音楽配信サービスを開始した。
ゆずの「アゲイン」や本田美奈子.の「満月の夜に迎えに来て」などダウンロード専売の曲は盛況したものもあったが、上記の表の通り、配信サービスは約1年から5年と短期間で終了した。

##### 自主制作音源
録音用MDへの音楽配信は2004年で終了したが、それ以降も日本ではhàlやExist†trace、クリトリック・リスなど、一部の歌手は自主制作で録音用MDにライブ音源やデモ音源を収録して発表している。また主に海外においてBandcampで楽曲を発表しているものの中には、限定品として録音用MDに楽曲を録音して販売しているものもいる。

### 再生専用MD
再生専用MDはCDと同様の構造の光ディスクである。録音用MDと異なり、シャッターがカートリッジの裏側のみにある。CDのように既成曲の入ったパッケージメディアが録音用MDと同月の1992年11月に主に日本のソニー・ミュージックエンタテインメント (SME)（現・ソニー・ミュージックレーベルズ）を中心に88タイトルから発売された。その後、ソニーミュージックを筆頭に各社から1996年5月末までに約900タイトルが発売され、一時期はオリコンチャートも実施されていたが、その後は発売タイトル数の減少や廃盤タイトルも出始めた。
新譜についてはソニーミュージックが2000年（平成12年）まで、ソニーが受託製造・販売しているzetima（現・アップフロントワークス）のモーニング娘。の新譜はCDと同時に2001年（平成13年）まで発売されていた。結果的には、2001年までに1000タイトル以上発売された。
また再生専用MDは1999年から2000年の間に語学書籍の付属品として中経出版や三修社、講談社の講談社プラスアルファ文庫から約70タイトルが出版された。
2021年現在、日本において自主制作を除くMDタイトルで最後に発売された作品は、2009年（平成21年）に発売された倉木麻衣の『ALL MY BEST』(品番: VNYM-9001-2) である。製造設備の関係で再生専用MDではなく録音用MDを使用し、出荷時に誤消去防止用のツメを開けて固定した状態としていた。
なお、再生専用MDは下記のように展開された。
- ソニーミュージックはCDと合わせた新譜発売の他に、CD選書のMD版である「MD選書」などの廉価盤も発売していたが、ソニーミュージック（販売受託レーベルも含む）以外のレーベルは人気作品のMD化が中心だった。ただ、発売タイトルは少なかったもののメーカー合同による販促キャンペーンとして対象ソフトを購入するとスリーブケースが特典として貰える施策もあった[注 10]。
- ソニーに製造委託をしていたレーベル[注 11]からMDタイトルが多く発売されていたが、ライバルのDCC陣営の当時松下電器傘下のレーベルだったビクターエンタテインメント（初代法人、後のJVCケンウッド・ビクターエンタテインメント→ビクターエンタテインメント〈二代目法人〉）とテイチク（現・テイチクエンタテインメント）からもMDソフトが供給されていた[注 12]。
- ソニー・マガジンズが発行していた『WHAT's IN?』に、MDソフトの総カタログが別冊付録として添付されていた[注 13]。
- タワーレコードやHMVでは、マイケル・ジャクソンやマライア・キャリー・セリーヌ・ディオンなどソニーミュージック所属アーティストのアメリカから輸入されたMDソフトも取り扱われており、日本盤MDとはケースの形態が異なっていた[注 14]。

再生専用MDは以下のレーベルにて発売された。品番のアルファベット4桁に関しては、規格品番を参照。「x」は0から9の数字が入る。
| レーベル                                 | 主な歌手                                                 | 規格品番                         | 発売年         | 作品数   | 備考 |
| ---------------------------------------- | -------------------------------------------------------- | -------------------------------- | -------------- | -------- | --- |
| ソニーレコード                           | 尾崎豊、久保田利伸、UNICORN                              | SRYL-7xxx                        | 1992-2000      | 約380    | 現・ソニー・ミュージックレーベルズ/ソニー・ミュージックレコーズ                                                                                         |
| ソニーレコード                           | エアロスミス、ボブ・ディラン、マライア・キャリー         | SRYS-1xxx                        | 1992-1999      | 約270    | 現・ソニー・ミュージックレーベルズ/ソニー・ミュージックレコーズ                                                                                         |
| ソニー・クラシカル                       | ヨーヨー・マ                                             | SRYR-6xxx                        | 1992-1998      | 約90     | |
| EPIC・ソニー                             | JUDY AND MARY、TM NETWORK、DREAMS COME TRUE              | ESYB-7xxx                        | 1992-2000      | 約170    | 現・ソニー・ミュージックレーベルズ/エピックレコードジャパン                                                                                             |
| EPIC・ソニー                             | ジャミロクワイ、セリーヌ・ディオン、マイケル・ジャクソン | ESYA-1xxx                        | 1992-1999      | 約130    | 現・ソニー・ミュージックレーベルズ/エピックレコードジャパン                                                                                             |
| EPIC・ソニー                             | 古澤巌                                                   | ESYK-6xxx                        | 1995           |          | 現・ソニー・ミュージックレーベルズ/エピックレコードジャパン                                                                                             |
| キューン・ソニー・レコード               | X、電気グルーヴ、L'Arc〜en〜Ciel                         | KSY2-20xx                        | 1992-2000      | 63       | 現・ソニー・ミュージックレーベルズ/キューンミュージック                                                                                                 |
| Sony Music Entertainment (Japan) Inc.    | 藤井フミヤ、鈴木亜美                                     | AIYT-900x                        | 1998-1999      | 3程度    | 現・ソニー・ミュージックレーベルズ/ソニー・ミュージックアソシエイテッドレコーズ                                                                         |
| 日本コロムビア（二代目）                 | 観月ありさ、THE YELLOW MONKEY、ピチカート・ファイヴ      | COYA-xx                          | 1992-1995,1997 | 50程度   | 現・日本コロムビア（三代目） |
| 日本コロムビア（二代目）                 | ヴァージニア・アストレイ                                 | COYY-xx                          |                | 1        | 現・日本コロムビア（三代目） |
| 日本コロムビア（二代目）                 | オムニバス                                               | COYC-xx                          |                | 3        | 現・日本コロムビア（三代目） |
| 日本コロムビア（二代目）                 | 鮫島有美子、藤原真理、大江光                             | COYO-xx                          |                | 18       | 現・日本コロムビア（三代目） |
| 東芝EMI                                  | 高中正義、中原めいこ、甲斐バンド                         | TOYT-50xx                        | 1992-1993      | 50程度   | 現・ユニバーサル ミュージックLLC |
| 東芝EMI                                  | ジーザス・ジョーンズ、デヴィッド・ボウイ、ダイアナ・ロス | TOYP-500x                        | 1992-1993      | 9        | 現・ユニバーサル ミュージックLLC |
| 東芝EMI                                  | 佐藤しのぶ                                               | TOYZ-500x                        | 1992           | 1        | 現・ユニバーサル ミュージックLLC |
| BMGビクター                              | 福山雅治、林田健司、TOSHI                                | BVYR-xxx                         |                | 14程度   | 現・ソニー・ミュージックレーベルズ/アリオラジャパン |
| BMGビクター                              | 羽田健太郎                                               | BVYF-xxxx                        |                | 1        | 現・ソニー・ミュージックレーベルズ/アリオラジャパン |
| ファンハウス                             | 稲垣潤一、岡村孝子、加山雄三                             | FHYF-10xx                        | 1992-1993,1995 | 23程度   | 現・ソニー・ミュージックレーベルズ/アリオラジャパン |
| Little Tokyo                             | 小田和正                                                 | FHYL-100x                        | 1992           | 1        | 現・ソニー・ミュージックレーベルズ/アリオラジャパン |
| ビクターエンタテインメント（初代）       | サザンオールスターズ、小泉今日子、河村隆一               | VIYL-x VIYL-600xx                | 1993, 1997     | 20数程度 | 現・ビクターエンタテインメント（二代目） |
| ビクターエンタテインメント（初代）       | ニニ・ロッソ、ティン・マシーン、チープ・トリック         | VIYP-x VIYP-800x VIYP-600xx      | 1993, 1997     | 10数程度 | 現・ビクターエンタテインメント（二代目） |
| ビクターエンタテインメント（初代）       | 天野清継、国府弘子、ビル・エヴァンス                     | VIYJ-x VIYJ-500x                 |                | 5程度    | 現・ビクターエンタテインメント（二代目） |
| ビクターエンタテインメント（初代）       | オムニバス                                               | VIYG-x                           |                | 2        | 現・ビクターエンタテインメント（二代目） |
| テイチク                                 | PERSONZ、BEGIN、おおたか静流                             | TEYN-300xx                       | 1993           | 6程度    | 現・テイチクエンタテインメント |
| テイチク                                 | ダムド、T・レックス、ツー・ライヴ・クルー                | TEYP-2500x                       |                | 3        | 現・テイチクエンタテインメント |
| テイチク                                 | エリック・ハイドシェック                                 | TEYC-2800x                       |                | 2        | 現・テイチクエンタテインメント |
| キングレコード                           | 中山美穂、森口博子                                       | KIYS-x                           | 1993           | 4        | |
| 徳間ジャパンコミュニケーションズ         | LINDBERG、ZIGGY、BOØWY                                   | TKYA-100x                        | 1993           | 3        | |
| ポニーキャニオン                         | 中島みゆき、工藤静香、前川清                             | PCYA-000xx                       | 1994-1998      | 20程度   | |
| ポニーキャニオン                         | ポール・モーリア、キング・クリムゾン、ワークシャイ       | PCYY-0000x                       |                |          | |
| ポニーキャニオン                         | 喜多郎、姫神                                             | PCYR-0000x                       |                |          | |
| ポニーキャニオン                         | オムニバス                                               | PCYL-0000x PCYH-0000x PCYG-0000x |                |          | |
| ウォルト・ディズニー・レコード           | オムニバス                                               | PCYD-000xx                       | 1994-1998      | 10数程度 | 1990年代前半から1999年の初夏までポニーキャニオンとライセンス契約を結ぶ                                                                                  |
| エイベックス                             | globe                                                    | AVYG-7200x                       | 1997           | 2        | 現・エイベックス・ミュージック・クリエイティヴ globeのタイトルのみ                                                                                      |
| フォーライフミュージックエンタテイメント | 杏里                                                     |                                  |                |          | 1998年に販売委託先がポニーキャニオンからSMEJに移管 |
| ゼティマ                                 | 森高千里、モーニング娘。                                 | EPYE-50xx                        | 1998-2001      | 10程度   | 現・アップフロントワークス 1998年に販売委託先がワーナーミュージック・ジャパン（ゼティマの前身にあたるワン・アップ・ミュージック時代のみ）からSMEJに移管 |
| NORTHERN MUSIC                           | 倉木麻衣                                                 | VNYM-900x                        | 2009           | 1        | 現・ビーイング 倉木麻衣の『ALL MY BEST』のみ。 |

### ハイブリッドMD
ハイブリッドMDは、再生専用エリアと録音用エリアの双方を持つ特殊なMDである。レンズ・ヘッド両用クリーナーで一部存在していた。再生専用エリアで光ピックアップレンズを、録音用エリアで磁気ヘッドをクリーニングすることができる。

### 拡張規格

#### MDclip
MDclipはMDの予備データ領域に静止画像（JPEG）とテキスト情報を記録できる音楽用MDの拡張規格であり、1999年6月21日に発売された『MDS-DL1』に導入された。
MDS-DL1はソニーが提唱した「PlusMedia STATION」というデジタル機器によるネットワーク を構成する一部であり、CS放送を専用チューナー『DST-MS9』で受信し、SKY PerfecTV!の音楽配信番組「MusicLink」で配信された音楽をi.LINK経由で録音するものだった。また、i.LINK搭載のVAIOと接続し、専用のアプリケーションをインストールすることで、MDの再生、編集、静止画像やテキスト情報の記録操作が行える。
音楽用MD初の拡張規格であったが、MDS-DL1以外の機器には採用されなかった。

#### MDLP
MDLP（MiniDisc Long-Play） は録音時間の延長を求めるユーザーの要望に応えるため、2000年7月18日に発表され、同年9月以降に発売された製品に導入された、従来の音楽MD規格に2倍、4倍の長時間録音モードを追加する上位規格である。
MDLPはメーカー・ユーザーのいずれからも歓迎され、登場から数年で、市場で従来型の音楽MD機器を置き換えた。

##### 録音モード
追加録音モードはそれぞれLP2モード、LP4モードと呼ばれ、従来のステレオモード（MDLP対応機器ではSPあるいはSTモードと呼ばれる）のそれぞれ2倍、4倍の時間分の録音ができる。
LPモードの符号化方式にはATRAC3を採用し、ビットレートはLP2モードで132 kbps、LP4モードで66 kbpsである。
| モード名  | 符号化方式など  | CH       | 80分ディスク | 74分ディスク | 60分ディスク | 表記時間比 | 適した用途                               |
| --------- | --------------- | -------- | ------------ | ------------ | ------------ | ---------- | ---------------------------------------- |
| SP-STEREO | ATRAC 292 kbps  | ステレオ | 80分         | 74分         | 60分         | 1.0倍      | CDからの録音、音楽演奏の収音など         |
| SP-MONO   | ATRAC 146 kbps  | モノラル | 160分        | 148分        | 120分        | 2.0倍      | モノラル音源（ナレーション等）の録音など |
| LP2       | ATRAC3 132 kbps | ステレオ | 160分        | 148分        | 120分        | 2.0倍      | 楽器の練習など                           |
| LP4       | ATRAC3 66 kbps  | ステレオ | 320分        | 296分        | 240分        | 4.0倍      | 会議やラジオの録音など                   |

LP4モードではステレオ音声の左右相関を利用して圧縮する"Joint Stereo"を導入することで、ビットレートの不足を補っている。各LPモードにはいずれもモノラル録音モードはない。また、ATRACと違いスケールファクターが存在しないため音量の調整は出来ない。
なお、これらLPモードのビットレートはSPモードである292 kbpsの2分の1、4分の1より若干小さい。これは、MDLP非対応機器でLP形式のトラックを再生した際に問題が起こるのを避けるために各サウンドグループ（212バイト）毎に20バイトのダミーデータが挿入されているためである。

##### 互換性
MDLP規格で録音されたディスクはMDLP非対応機器でも認識が可能で、そのうちSPモードで記録されたトラックは正常に再生できる。ただし、LP2・LP4モードで記録したトラックを再生すると曲名欄の先頭に「LP:」と表示され、音声が流れない。なお、録音機の設定によりトラック名に「LP:」を付加せずに記録されたトラックの再生時には「LP:」の表示もされない。
一方、MDLP対応機器は従来型音楽MDとの上位互換性を確保しているため、従来機器で記録されたディスク・トラックの再生およびSPモードでの録音が問題なく行える。なお曲名欄の先頭に「LP:」を付加して記録されたトラックを再生した場合は、「LP:」は表示されない。
このように、MDLPは従来仕様との互換性が比較的高いのが特徴である。これはMDLPが録音モードの追加を目的としているため、ディスク・ファイルフォーマットなどが従来のまま引き継がれたことが大きい。しかしこのことで、ディスクあたりに記録できるトラック数は最大255トラックまで、および入力できる文字数は最大半角約1700文字・全角約800文字という従来の制約も引き継いだ。そのため、使用法によっては、残記録可能時間に余裕があるのに録音できない、条件次第では全曲に曲名をつけられないなど、せっかくの長時間録音を活かせない。

#### Net MD
Net MDは2001年6月27日にソニーによって発表されたMD機器・PC間の音楽転送規格。このシステムは、当時流行の兆しを見せていたデジタルオーディオプレーヤーのように、PCに録りためた音楽を転送して持ち出すスタイルをMDに持ち込んだ。登場当初はデジタルオーディオプレーヤーが採用しているフラッシュメモリが高額であり、MDは当時のメモリーカードや内蔵メモリタイプのオーディオプレーヤーに比べて、容量単価が安価だった。
Net MD機器とPCの接続にはUSBを使用する。接続後に『SonicStage』（旧OpenMG JukeBox）や『BeatJam』を用いてATRACまたはATRAC3方式でリッピングした後OpenMGで暗号化した音楽データか、もしくはBitmusicなどの音楽配信で購入・ダウンロードした音楽データを、MagicGateでPCとNet MD機器間の認証をして相互転送する。MD機器にとっては新規のOpenMGとMagicGateおよび、既存のSCMSを用いることで著作権保護を実現している。Net MD機器でのMDへの録音・転送はMDLP相当のATRAC3もしくはSP相当のATRACであるため、記録内容は従来のMD (MDLP) 機器でも再生できる。
Net MD機器は接続したPCから操作することができ、MDに記録された音楽データのタイトル編集も可能である。ただし編集は一部制限される。またPC側でNet MD機器側と接続制御するソフトウェアの制限などにより、PC側のソフトウェアに履歴の無い楽曲データ、つまり別のPCでMDにチェックアウトした楽曲のチェックイン（リッピング）は不可となっている。通常のMDレコーダーで録音したトラックをリッピングする事はごく一部の機種で対応している。
規格制定当時ソニーの執行役員専務であった高篠静雄は、本規格によって「PCとの親和性を高めることでMD市場の更なる拡大を可能にすることを確信」し、著作権保護に配慮することで「音楽配信ビジネスの活性化にも寄与する」とコメントした。

## データ用MD
データ用MDにはMD DATAとMD DATA2の2種類の規格が存在する。

### MD DATA
MD DATAはMDに音楽以外のデータを記録させるニーズに応えるため、1993年に発表され、1995年（平成7年）にソニーからは『MMD-140』、TDKからは『MD-D140』、シャープからは『AD-DR140』として発売された。
基本的な仕様は音楽用MDと同様だが、音楽用MD利用者の混乱を避けるため、MD DATA専用のカートリッジ・ディスクが用いられており、音楽用MDとは異なり、ゴミの影響を排除するためロングシャッターを採用している。なお、非公式ではあるが音楽用MDをMDデータドライブにてフォーマットすることでMD DATAとして使用可能となる。

#### データ用途

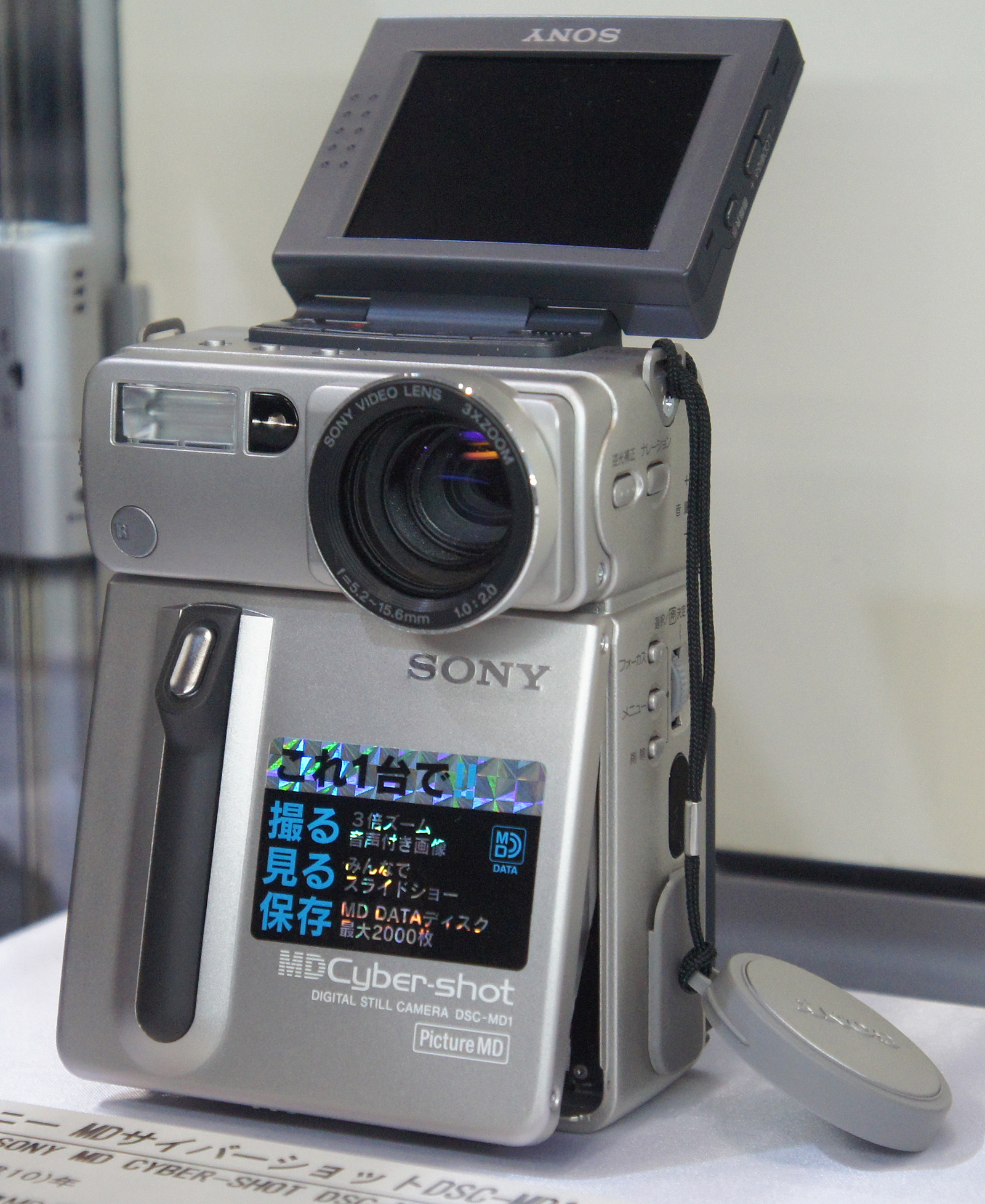
Sony Cyber-shot DSC-MD1

容量は140 MBで、ファイルフォーマットには特定のオペレーティングシステムに依存しない独自のものを採用している。
PC用ドライブはソニーが1995年7月に発売したSCSI接続でポータブル型ドライブの『MDH-10』とOEM用の内蔵型ドライブの『MDM-111』があり、MDH-10は音楽用MDの再生も可能であるが録音はできない。
一方、PC以外ではソニーから発売されたパーソナルMDファイルの「DATA EATA」 やデジタルカメラなどの製品で利用できる。
また、1994年（平成6年）にはMD DATAで画像を扱うための規格としてPicture MDが発表された。この規格の採用製品はデジタルカメラが主で、1996年（平成8年）10月10日に発売されたソニーのサイバーショット『DSC-F1』の画像形式であるPIC_CAMで採用された。DSC-F1はMDデータドライブを搭載していないが、同年11月10日に発売されたソニーのデジタルピクチャーアルバム『DPA-1』 はドライブを搭載しており、DSC-F1からIrDAを利用して、MDデータディスクに画像を保存できる。その後1997年にはドライブを搭載したデジタルカメラも発売された。これらは音楽用MDの録音再生も可能である。
また、業務用機器にも採用された。

#### オーディオ用途

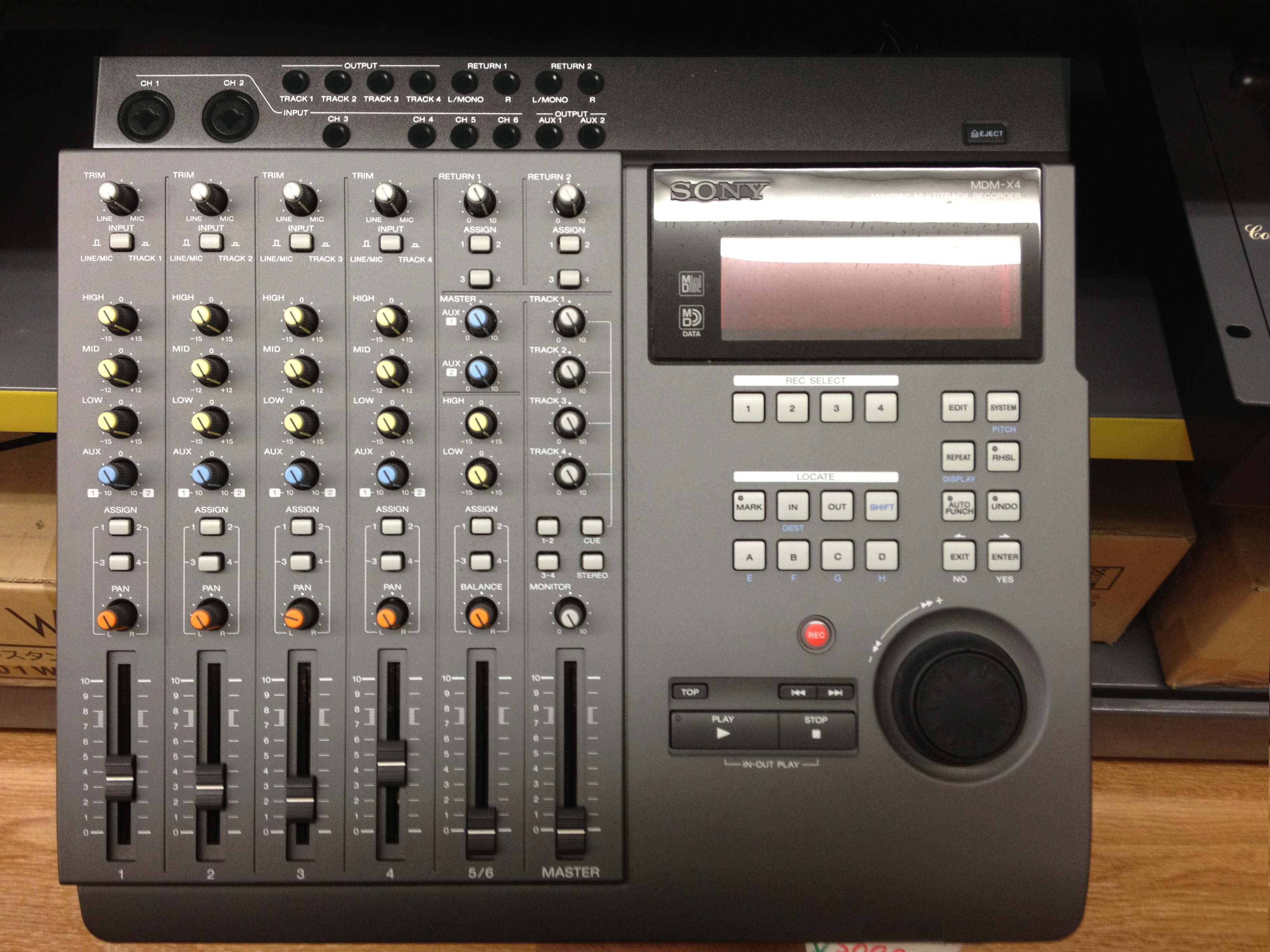
Sony MDM-X4

MD DATAという名称だが、オーディオ用途で用いることもでき、マルチトラック・レコーダーで使用できる。ただし、データ用途で使用したディスクはフォーマットしなければオーディオ用途では使用できない。なお、マルチトラック・レコーダーは通常の録音用MDへの録音も対応しており、録音した音声はMDプレーヤーやレコーダーで再生できる。
通常の録音用MDではなくデータ用MDを使用するメリットは、MD DATAで採用されたATRAC2によって、マルチチャンネル（4ch / 8ch）による録音や長時間録音（ステレオ296分、モノラル592分）ができる点であるが、その代わりにMDプレーヤーやレコーダーで再生できなくなる。

### MD DATA2

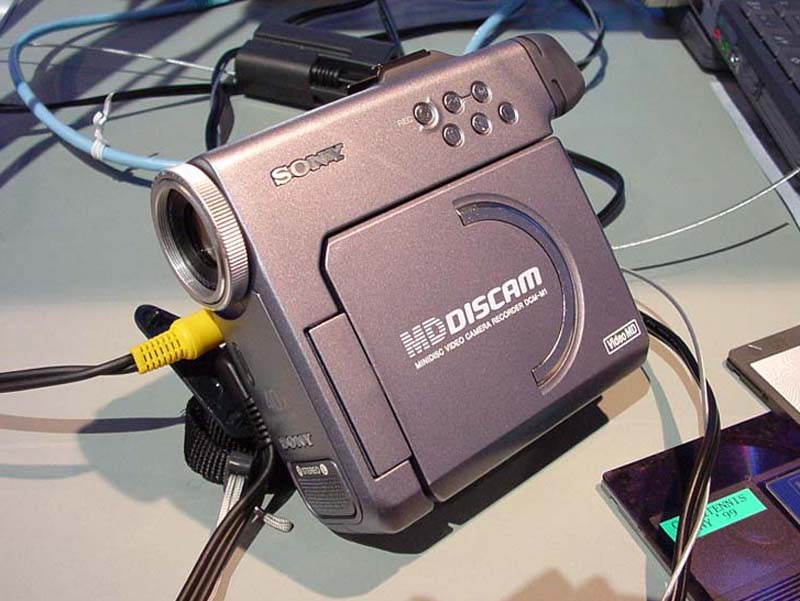
Sony DCM-M1

MD DATA発表以降、急速に普及していくパソコンによって、より高速・大容量のメディアの要求が高まり、それに応えるため開発され、1996年12月16日、容量を650 MBに大容量化し転送速度を9.4 Mbpsに高速化したMD DATA2として発表された。
ディスクの厚みは音楽用MD、MD DATAと同様に1.2 mmが採用された。高密度化するには薄いほうが有利であるが、既存のMDとの互換性を優先した。一方で開口数は既存のMDが0.45であるのに対して0.52の対物レンズを採用した。このためスポットサイズを小さくでき、またエラー訂正方式も既存MDのACIRCからリード・ソロモン積符号方式に変更したことで冗長度を20%削減させ、容量を増大させた。
規格発表後、製品化には時間を要し、1999年8月28日に開催された国際コンシューマ・エレクトロニクス展に参考出品、その後『MD VIEW（MMD-650A）』として同年12月3日に発売された。
そして同年11月1日に発売日が発表されていたソニーのMDビデオカメラ『MD DISCAM（DCM-M1）』で初採用された。MD DISCAMはMDに動画を記録する初の製品であり、映像記録にMPEG-2、音声にATRACを利用し動画は最大20分、静止画約4,500枚、音声最大260分が記録でき、音楽用MDの再生もできる（録音は不可）。MDのランダムアクセス性を活かしたカメラ単体でのノンリニア編集や10BASE-TによるPCとの連携に対応する。
なおMD DISCAMは試作機の段階では映像のデジタル入力端子も備えていたが、市販の映像ソフトからMD DISCAMに映像を取り込んで編集しMDに保存するなど、著作権に関する懸念があるため、製品版では削除された。

## Hi-MD
Hi-MD（ハイエムディー）は高音質化や長時間録音、PCとの親和性向上など多岐に渡る拡張がなされた規格。2004年（平成16年）1月8日、ソニーによって発表された。
以前の音楽MD・MDLP・Net MDからの主な変更点や特徴は次の通り。
- 新たに発表されたHi-MDフォーマット専用の大容量ディスク『HMD1G』[87]を使い、最大45時間の長時間録音ができる
- 従来のディスクはHi-MD用に初期化することで、以前の約2倍の容量で利用できる
- 48 kbpsから352 kbpsまでの、幅広い用途に使える圧縮録音モードが追加された
- MDでは初となる、44.1 kHz、16ビットリニアPCMによる非圧縮録音モードに対応した
- 録音したトラックをPCに吸い出せるようになった
- PCからミニディスクをストレージメディアとして利用でき、USBメモリと同じように文書・音楽・写真ファイルを保存可能（ポータブルHi-MDドライブ『DS-HMD1』[88][89][90]などを使用）
- 別売りのHi-MD専用カードリーダー『MCMD-R1』[91][92][93][94]を使用して、Hi-MDモードのディスク（従来MDを初期化したものを含む）へ画像データの転送ができる

また、2005年（平成17年）3月2日には規格拡張が発表された。
- DCF・Exifをベースにした写真管理用規格Hi-MD PHOTOを追加
- これにあわせ、音楽用規格の名称はHi-MD AUDIOに変更
- Hi-MD AUDIOの対応コーデックにオプション扱いでMP3を追加

以上、Hi-MDは従来のMD機器をベースに、音楽以外のコンテンツも記録できる汎用メディアとして利用できる。

### ディスク

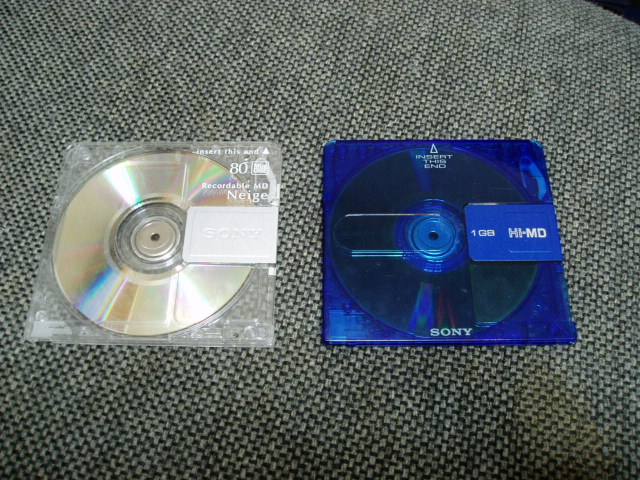
左：音楽用MDディスク
右：Hi-MD専用ディスク

Hi-MDフォーマット専用ディスクは『HMD1G』のほか、2005年に『HMD1GA』が発売された。発売当初の価格は1枚700円前後。

### 仕様
Hi-MDフォーマットでは信号処理技術が変更されたことで高密度化され、従来に比べ大容量化を実現した。具体的には従来型MDの80分ディスクの容量は177 MBだが、Hi-MDフォーマット専用ディスクは従来型MDと同サイズで964 MB（約1 GiB）の容量を持つ。また従来型MDもHi-MDフォーマットで初期化することで容量を拡張できる。例えば80分ディスクはHi-MDフォーマットで初期化すると291 MB（約305 MiB）の容量になる。
|                | 1 GBディスク | 80分ディスク（Hi-MDフォーマット） | 80分ディスク（MDフォーマット） |
| -------------- | ------------ | --------------------------------- | ------------------------------ |
| データ変調方式 | 1-7RLL       | 1-7RLL                            | EFM                            |
| ビット長       | 0.16 μm      | 0.44 μm                           | 0.59 μm                        |
| トラックピッチ | 1.25 μm      | 1.6 μm                            | 1.6 μm                         |
| 線速度         | 1.98 m/s     | 2.4 m/s                           | 1.2 m/s                        |
| 転送レート     | 9.83 Mbps    | 4.37 Mbps                         | 1.25 Mbps                      |

| フォーマット | 1 GBディスク                   | 80分ディスク                 | 74分ディスク                 | 60分ディスク                 |
| ------------ | ------------------------------ | ---------------------------- | ---------------------------- | ---------------------------- |
| MD           | N/A                            | 177 MB                       | 140 MB                       | ? MB                         |
| Hi-MD        | 964 MB （1,011,613,696バイト） | 291 MB （305,856,512バイト） | 270 MB （283,312,128バイト） | 219 MB （229,965,824バイト） |

ファイルシステムにはFATを採用した。そのためHi-MDプレーヤーをUSB経由でパソコンと接続することでMOやDVD-RAMやUSBメモリのように、大容量の外部記憶メディアとして利用できる。なおHi-MD AUDIO機器から利用される音楽トラックもFAT領域に格納されているが、PCからは不可視の「Proprietary Area」に記録された情報により暗号化されているため、『SonicStage』などの対応ソフトウェア以外ではPC上での再生・コピーを行うことはできない。

### Hi-MD AUDIO

#### 録音モード
Hi-MD AUDIOでは多くの録音モードがサポートされ、Hi-MD機器本体のみで録音できるモードは3つ、PCからの転送では10つのモードに対応している。
また、MD創生期から利用されていたATRACの両モードである292 kbps、146 kbpsは廃止となった。このため、Hi-MD機器でこれらのモードを利用したい場合には従来フォーマットでディスクを使う必要がある。
Hi-MD AUDIOが対応する録音モード は以下のとおり。
リニアPCM
1.4 Mbpsの無圧縮モード。従来のMDはどの録音モードでも必ず非可逆圧縮がかかっていたため、高音質を求める層には敬遠されていたが、これが追加されたことでそれらの層にもアピールできるようになった。
また、これにあわせてソニーはHi-MDの音声トラックをPC上で汎用のWAV形式に変換するWindows用のソフトウェア『WAV Conversion Tool』を無償公開した。これは後に『SonicStage』に統合された。
なお変換元トラックの録音モードはPCMに限らずどれであっても問題ないが、いずれの場合でもディスクがHi-MDフォーマットのみに限定されている。
ATRAC3plus
ATRAC3plusでは352 kbps, 256 kbps, 192 kbps, 64 kbps, 48 kbpsに対応する。
256 kbpsはHi-SPモード、64 kbpsはHi-LPモードと呼ばれHi-MD機器単体で録音ができる。
一方で352 bps, 192 kbps, 48 kbpsにはモード名が無く、録音手段はPCからの転送のみである。
最低音質である48 kbpsでは1 GBのディスクに約45時間の録音ができる。ソニーは45時間の音楽を録音できる点を謳っているが、48 kbpsは音楽としては実用的なビットレートではない。音楽の場合最低64 kbpsほどは必要とされるため、48 kbpsはラジオ録音などの用途向けといえる。
ATRAC3
ATRAC3では132 kbps, 105 kbps, 66 kbpsに対応する。
いずれもPCからの転送のみ対応。132 kbps, 66 kbpsはMDLPで導入済みだが、105 kbpsはHi-MD AUDIOで新たに追加された。このビットレートは従来からネットワークウォークマンなどで利用されていたがMDには導入されていなかったため、使いまわしに難があった。132 kbps, 66 kbpsの呼称として従来使われていたLP2、LP4というモード名は廃止され、ビットレートで呼ばれる。
MP3
32 kbpsから320 kbpsの固定ビットレートおよび可変ビットレートの両方に対応する。
2005年春の規格拡張で追加されたコーデック。サンプリング周波数は44.1 kHz。PCからの転送においては、他のコーデックと同様に『SonicStage』などの専用ソフトウェアで暗号化を行う必要がある。
なおこのコーデックはオプション扱いであり、2005年春以降のすべてのHi-MD AUDIO機器が再生に対応するわけではない。
| モード名    | 符号化方式など      | 録音手段 | 1GBディスク  | 80分ディスク | 74分ディスク | 60分ディスク | 備考                                                         |
| ----------- | ------------------- | -------- | ------------ | ------------ | ------------ | ------------ | ------------------------------------------------------------ |
| PCM         | リニアPCM 1.4 Mbps  | 本体・PC | 約1時間34分  | 約28分       | 約26分       | 約21分       | MD初の無圧縮モード                                           |
| 名称なし    | ATRAC3plus 352 kbps | PCのみ   | 約5時間30分  | 約1時間35分  | 約1時間30分  | 約1時間10分  |                                                              |
| Hi-SP       | ATRAC3plus 256 kbps | 本体・PC | 約7時間55分  | 約2時間20分  | 約2時間10分  | 約1時間40分  | 主観評価実験にて音質はPCMと比較して違いはわからないとされる  |
| 名称なし    | ATRAC3plus 192 kbps | PCのみ   | 約11時間00分 | 約3時間10分  | 約3時間00分  | 約2時間20分  |                                                              |
| Hi-LP       | ATRAC3plus 64 kbps  | 本体・PC | 約34時間00分 | 約10時間10分 | 約9時間20分  | 約7時間40分  | 主観評価実験にて音質はMP3 128kbpsと同等とされる              |
| 名称なし    | ATRAC3plus 48 kbps  | PCのみ   | 約45時間00分 | 約13時間30分 | 約12時間30分 | 約10時間00分 |                                                              |
| （旧・LP2） | ATRAC3 132 kbps     | PCのみ   | 約16時間30分 | 約4時間50分  | 約4時間30分  | 約3時間40分  |                                                              |
| 名称なし    | ATRAC3 105 kbps     | PCのみ   | 約20時間40分 | 約6時間10分  | 約5時間40分  | 約4時間40分  |                                                              |
| （旧・LP4） | ATRAC3 66 kbps      | PCのみ   | 約32時間40分 | 約9時間50分  | 約9時間00分  | 約7時間20分  |                                                              |
| 名称なし    | MP3 128 kbps        | PCのみ   | 約17時間00分 | 約5時間00分  | 約4時間30分  | 約3時間30分  | MP3対応機種のみ再生可能 これ以外にも多くのレートが利用できる |

#### 互換性
Hi-MD専用ディスクは従来の音楽MD・MDLP機器からは一切の認識・再生が出来ず、Hi-MDフォーマットで初期化された従来ディスクはディスク名がHi-MD DISCと表示されるだけで編集や再生はできない。一方、Hi-MD AUDIO機器側では従来の音楽MD・MDLP規格との上位互換性を確保している。このため従来規格で録音されたディスクの再生が可能である。従来規格での録音は一部機種のみ。

### Hi-MD PHOTO
Hi-MD PHOTOは、2005年春のHi-MD規格拡張の際に発表された画像記録用規格。
ベースはデジタルカメラのアプリケーションフォーマットとしてデファクト・スタンダードとなっているDCF・Exifだが、独自にサムネイル用キャッシュファイルの仕組みを追加することで画像閲覧の高速化を図っている。
この規格の発表と同時に、対応機器の第1弾であるHi-MDウォークマン『MZ-DH10P』が発表された。この機種は約130万画素のCMOSカメラと1.5インチのカラー液晶を内蔵しており、撮影した画像はHi-MDへ記録される。またHi-MD AUDIOにも対応しているため、音楽再生中に写真をスライドショー再生する機能や内蔵カメラでCDなどのジャケットを撮影してHi-MD AUDIOトラックのジャケット画像として登録する機能などもある。

## 累計出荷数

### 日本記録メディア工業会調べ
比較のため、カセットテープと録音用CD-Rも記す。
国内需要において、2008年は推定実績値。2009年以降は予測値。
| 年   | カセットテープ | 録音用ミニディスク | 録音用CD-R |
| ---- | -------------- | ------------------ | ---------- |
| 1994 | 351            | 4                  |            |
| 1995 | 336            | 10                 |            |
| 1996 | 293            | 31                 |            |
| 1997 | 258            | 53                 |            |
| 1998 | 238            | 92                 |            |
| 1999 | 200            | 139                |            |
| 2000 | 157            | 161                | 9          |
| 2001 | 130            | 164                | 18         |
| 2002 | 107            | 159                | 23         |
| 2003 | 95             | 160                | 25         |
| 2004 | 79             | 158                | 28         |
| 2005 | 64             | 123                | 30         |
| 2006 | 55             | 85                 | 34         |
| 2007 | 46             | 62                 | 40         |
| 2008 | 36             | 41                 | 44         |
| 2009 | 29             | 26                 | 42         |
| 2010 | 22             | 18                 | 39         |
| 2011 | 17             | 11                 | 36         |

以下の表は国内需要を含むものである。
世界需要において、2006年以降は推定実績値。2009年以降は予測値。
| 年   | カセットテープ | 録音用ミニディスク | 録音用CD-R |
| ---- | -------------- | ------------------ | ---------- |
| 1994 | 1,891          | 6                  |            |
| 1995 | 1,869          | 12                 |            |
| 1996 | 1,842          | 35                 |            |
| 1997 | 1,742          | 66                 |            |
| 1998 | 1,546          | 125                |            |
| 1999 | 1,308          | 187                |            |
| 2000 | 1,130          | 225                | 106        |
| 2001 | 929            | 243                | 169        |
| 2002 | 758            | 219                | 246        |
| 2003 | 614            | 208                | 290        |
| 2004 | 487            | 191                | 300        |
| 2005 | 369            | 145                | 293        |
| 2006 | 285            | 95                 | 275        |
| 2007 | 213            | 68                 | 265        |
| 2008 | 166            | 46                 | 248        |
| 2009 | 130            | 29                 | 223        |
| 2010 | 97             | 20                 | 200        |
| 2011 | 72             | 12                 | 177        |

以上より日本国内において、MDは2000年から2004年をピークとし、2007年から2008年ごろまで他の録音メディア以上に、もしくは同等の需要があったが、世界規模ではカセットテープの需要に追いつくことはなく、後発であった録音用CD-Rにも2年程で後塵を拝すことになり、そのまま追い越すことはなかった。

### ソニー調べ
- 1995（平成7）年度 - 録音用MDが約1000万枚[114]
- 1996（平成8）年度 - 録音用MDが約3000万枚[115]
- 1997（平成9）年度 - 録音用MDが約5000万枚[115]
- 2001（平成13）年まで - 録音用MDが約10億枚[1]
- 2003（平成15）年まで - 録音用MDが約11億枚に達する見込み[86]
- 2005（平成17）年まで - 録音用MDが約16億枚に達する見込み[95]

## 書籍
MDに関する書籍を列挙する。 書籍タイトルからも1990年代前半はまだデジタルコンパクトカセット（DCC）と同列に位置していたことがうかがえる。
- 村田欽哉『DCC (デジタル・コンパクト・カセット)・MD (ミニ・ディスク) ガイドブック : 話題の新デジタルオーディオ規格DCC・MDをわかりやすく解説』電波新聞社、1992年4月。ISBN 978-4-885-54341-8。OCLC 674817162。
- 沢村とおる『DCCとMDがすべてわかる本 : Newデジタル宣言』音楽之友社、1992年10月。ISBN 978-4-276-24161-9。OCLC 674837169。
- 小林紀興『松下・ソニー生き残り最終戦争―DCC対MDの読み方』光文社〈カッパビジネス〉、1993年2月。ISBN 978-4-334-01275-5。OCLC 675462330。
- 村田欽哉『DCC・MDガイドブック 2 (活用編)』電波新聞社、1993年10月。ISBN 978-4-885-54398-2。OCLC 673510438。
- 原田益水『マルチメディアの基礎技術―デジタルの基礎からDCC、MD、CD‐ROM、LDの解説まで』 13巻、電波新聞社〈ハイテクブックシリーズ〉、1994年8月。ISBN 978-4-885-54422-4。OCLC 674984695。
- 河村正行『MDのすべて―MDの原理から構造まで』 16巻、電波新聞社〈ハイテクブックシリーズ〉、1998年8月。ISBN 978-4-885-54490-3。OCLC 676238281。
- 川崎晃『MD&CDのデジタルサウンド自由自在』 284巻、エーアイ出版〈エーアイムック〉、2001年9月。ISBN 978-4-871-93842-6。
- 「今見直したいDCC&MD ポスト「コンパクトカセット」を目指した2つのデジタルメディア」『ステレオ時代』 14巻、ネコ・パブリッシング、2019年3月5日。ISBN 978-4-777-02307-3。OCLC 1089694929。